# Опасные похождения Полины
«Опасные похождения Полины» (англ. The Perils of Pauline) — многосерийный фильм (20 эпизодов), снятый в 1914 году Доналдом Маккензи.

## Сюжет
Полину, дочку миллиардера, преследует таинственная шайка. Её берут в плен и грозят убить каким-то чрезвычайно сложным способом. Но в начале каждой серии Полина находит способ спастись от грозящей ей смерти, а в конце серии над ней нависает новая опасность.

## В ролях
- Перл Уайт — Полина
- Пол Панцер
- Крейн Уилбур

## Интересные факты
- Шарль Пате готовился выпустить эту серию на французские экраны и одновременно печатать её в крупной парижской газете, но этому помешало объявление войны[1].
- Выпуски новых серий «Опасных похождений Полины» сопровождались рассказами, которые печатались в газете «Чикаго ивнинг Америка» принадлежавшей Уильяму Рендолфу Херсту[1].
- «…В Соединенных Штатах „Похождения Полины“ послужили колоссальной рекламой для газет Уильяма Рендолфа Херста, однако мало увеличили их тираж…» (Жорж Садуль[1]).
- Другое название фильма — «Маска, которая смеётся».
- В 1947 году кинокомпания Paramount Pictures сняла фильм «Опасные приключения Полины» (англ.) с Бетти Хаттон в главной роли, которые не столько были ремейком старого сериала, сколько биографией Перл Уайт.